# Uhrenfabrik Omega mit Verwaltungsgebäude

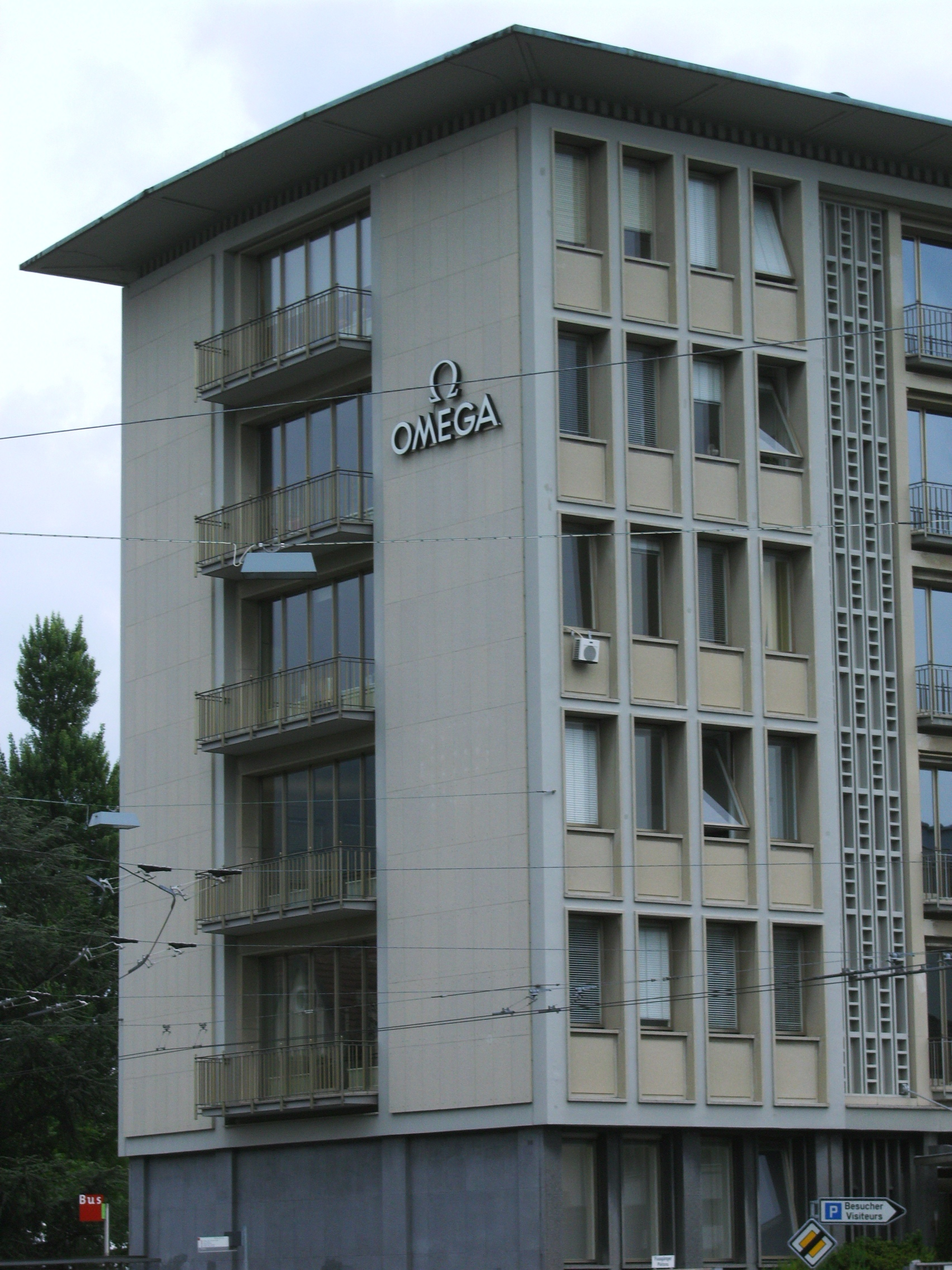
Verwaltungsgebäude, Ansicht von Nordwesten

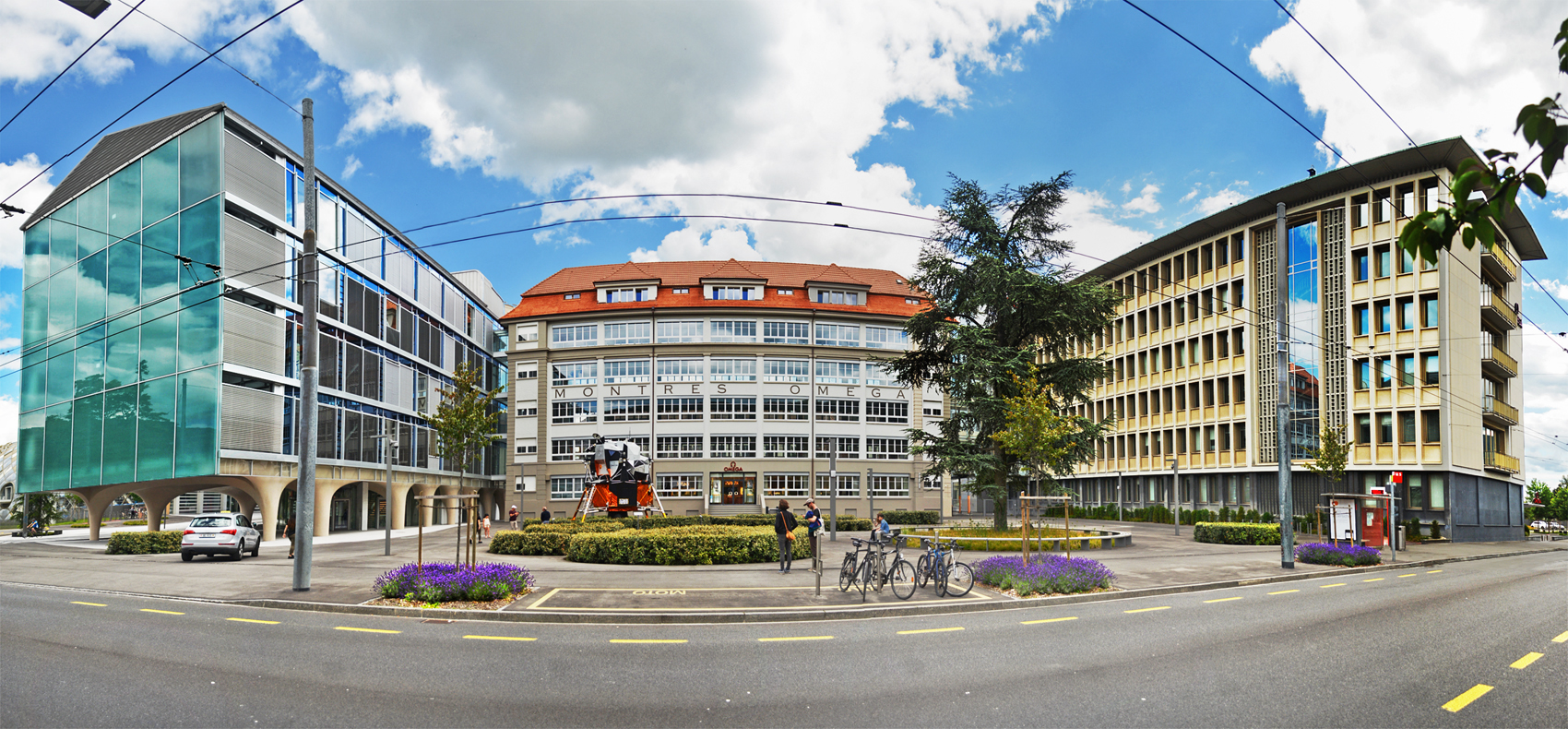
«Cité du Temps», Uhrenfabrik und Verwaltungsgebäude (2020)

Mit «Uhrenfabrik Omega mit Verwaltungsgebäude» wird ein Bauwerksensemble in Biel im Schweizer Kanton Bern bezeichnet. Die ehemalige Uhrenfabrik wurde 1917, das Verwaltungsgebäude der Omega SA bis 1956 errichtet. Die Bauten stehen als Kulturgut unter Denkmalschutz.

## Lage
Die Bauwerke befinden sich im Quartier Champagne östlich der Bieler Altstadt und nördlich des Flusses Schüss. Sie liegen mit den Nummern «96» und «98» an der Jakob-Stämpfli-Strasse. Der alte Fabriktrakt von 1917 schliesst sich im Osten rechtwinklig an das Verwaltungsgebäude an. Die Situation eines dreiseitig geschlossenen Hofs wurde 2019 durch das Ausstellungs- und Konferenzgebäude «Cité du Temps» geschaffen. Dazu wurde die Nicolas-G.-Hayek-Strasse verlegt. Die Gebäude sind durch gläserne Gänge verbunden. Ein hoher, moderner Fabriktrakt führt im Westen zum Produktions- und Logistikgebäude von 2017. Der gesamte Komplex wird mit weiteren Bauten als Swatch Omega Campus bezeichnet.

## Geschichte
Die Uhrenfabrik im Heimatstil wurde 1917 errichtet. Das Verwaltungsgebäude entstand 1955/56 nach einem Entwurf von 1953. Beide Bauten wurden 2003 rechtswirksam als «schützenswert» in das Bauinventar des Kantons aufgenommen, der Verwaltungstrakt zusätzlich durch Vertrag vom 23. Juni 2009 geschützt. Das Portierhaus mit Loge hat ebenfalls den Status «schützenswert». Das Ensemble ist in das Schweizerische Inventar der Kulturgüter von regionaler Bedeutung (Kategorie B, KGS-Nr. 11834) eingetragen.
Die Ergänzungsbauten der 2010er Jahre entwarf der Pritzker-Preisträger Shigeru Ban.

## Beschreibung

### Uhrenfabrik Omega

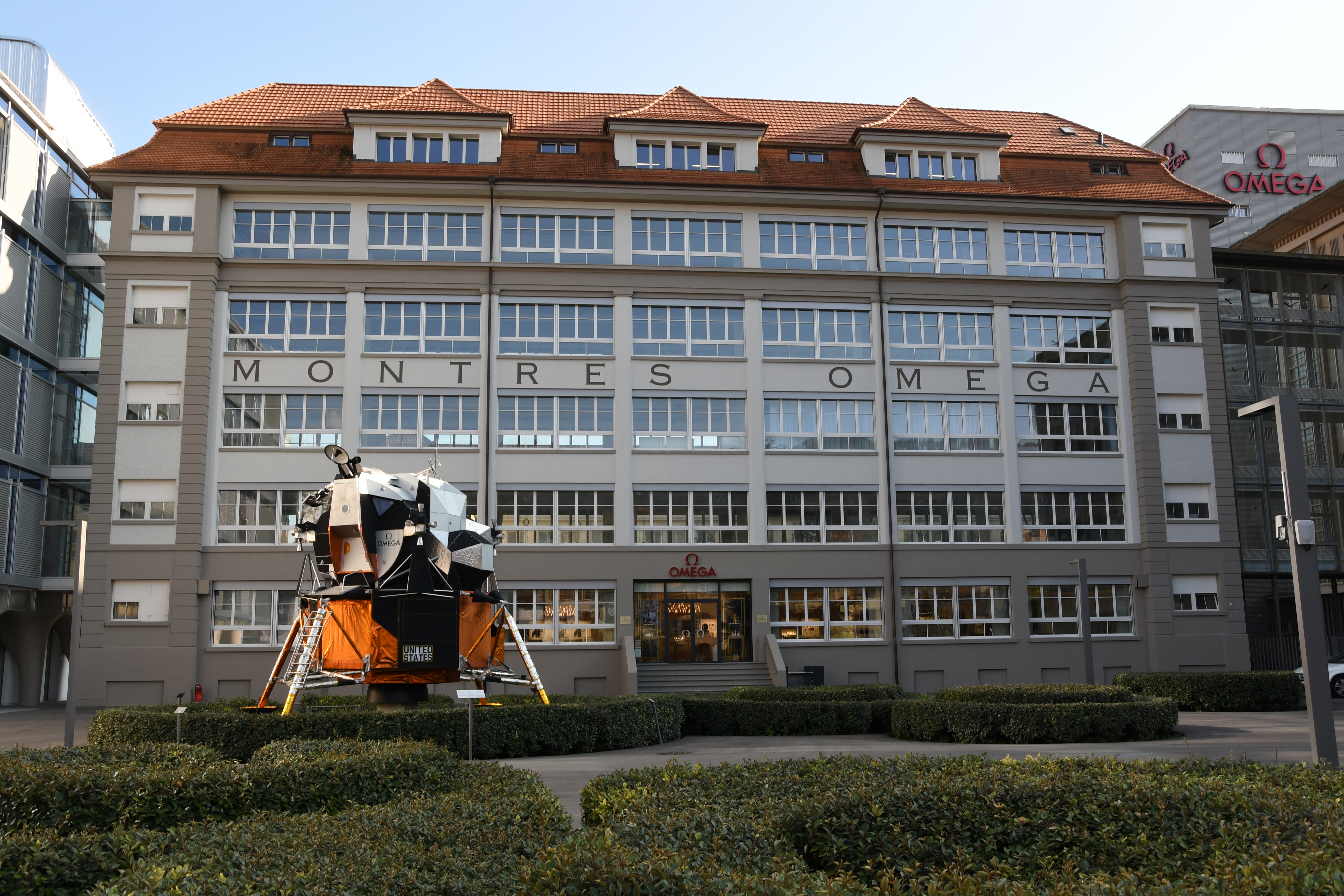
Uhrenfabrik Omega (2022)

Das Fabrikgebäude ist ein schlanker, längsrechteckiger Massivbau mit sechs Geschossen über einer Sockelzone. Das sechste Geschoss im Mansardwalmdach zeigt drei Zwerchhäuser mit Walmdach und jeweils drei Fensterachsen. Der Ateliertrakt erhält durch jeweils sieben Fensterachsen mit grossflächiger Verglasung viel Tageslicht von Süden und Norden. Die Sprossenteilung der Fenster ist weitgehend erhalten. Die Saalgeschosse konnten nach Bedarf unterteilt und der Produktion angepasst werden. Flankiert wird der Bau durch Eckrisalite mit Kolossalpilastern, «ein ins Monumentale gesprengter neubarocker Heimatstilmantel». Gegliedert wird die Fassade durch ein Kranzgesims und den weissen sowie grauen Anstrich. Der Schriftzug «MONTRES OMEGA» (Omega-Uhren) läuft im vierten Geschoss über die gesamte Breite. Das Bauwerk dokumentiert in der sachlichen Gestaltung den Hauptprozess der Uhrenherstellung, zeigt aber auch das Streben eines der führenden Unternehmen nach Repräsentation. Die ursprüngliche dominante Lage im Einmündungsbereich einer Strasse wurde durch den Bau der «Cité du Temps» verändert.
Vor dem Gebäude steht eine Zeder von 1948 und ein Nachbau der Apollo-Mondlandefähre.

### Verwaltungsgebäude und Portierhaus
Das Gebäude ist ein längsrechteckiger Betonskelettbau mit sechs Geschossen. Das niedrige und stark vorkragende Walmdach über einer Schattenfuge hat die Wirkung eines Flachdachs. Die Fassade ist streng gerastert. Kassettenartige Kunststeinelemente und ein vertikales Fensterband kennzeichnen die Front des Treppenhauses. Der westseitige Haupteingang hat ein abgehängtes Vordach über der Freitreppe. Der «grosszügig gestaltete Bau» gilt als «ein vorzügliches Beispiel für die klassisch-repräsentative Tendenz der Nachkriegsmoderne». Die elegant geschwungenen Treppenläufe «zelebrieren die verspielte Leichtigkeit der 1950er-Jahre». Durch seine Lage quer zu den Fabriktrakten setzt das Bauwerk einen «markanten Akzent» im Omega-Areal. Die «Cité du Temps» hat eine vergleichbare Kubatur.
Das Portierhaus mit der Hausnummer «90» im Westen des Verwaltungsgebäudes wird durch die strassenseitige Loge geprägt. Über einem Leichtmetallgehäuse ruht ein dünnschaliges Flachdach auf Stahlstützen.

## Belege
1. 1 2  Denkmalpflege des Kantons Bern: Uhrenfabrik, Biel/Bienne, Jakob-Stämpfli-Strasse 98. In: Bauinventar des Kantons Bern. Kanton Bern, abgerufen am 23. Januar 2024.
2. 1 2  Denkmalpflege des Kantons Bern: Verwaltungsgebäude, Biel/Bienne, Jakob-Stämpfli-Strasse 96. In: Bauinventar des Kantons Bern. Kanton Bern, abgerufen am 23. Januar 2024.
3. 1 2  Denkmalpflege des Kantons Bern: Portierhaus mit Loge, Biel/Bienne, Jakob-Stämpfli-Strasse 90. In: Bauinventar des Kantons Bern. Kanton Bern, abgerufen am 23. Januar 2024.

Koordinaten: 47° 8′ 37,1″ N, 7° 15′ 35,9″ O; CH1903: 586449 / 221422